# Пленарно заседање
Пленарно заседање или пленум јесте заседање конференције где сви чланови свих партија присуствују. Такво заседање може да укључује широк распон садржаја, од кинота до панел дискусија, те није нужно повезано са специфичним стилом презентације или намерним процесом.
Термин се користио у професији учитељства да се опише када се информације сумирају. Ово углавном потиче класну партиципацију.
Бечки конгрес је пример конгреса који се није састајао у пленарним седницама.
Када се седници не присуствује у пуном броју, мора да постоји кворум — минималан број (50%+1) потребних чланова — за наставак процеса или доношење одлука (повељом или подзаконским актом групе).
Неке организације имају комитете којима се проводе послови организације током конгреса, конференција или других састанака. Такви комитети могу сами да имају кворум и пленарне седнице.